# Biston nepalensis
Biston nepalensis là một loài bướm đêm trong họ Geometridae.